# دوج اسنتر (مینه‌سوتا)
دوج اسنتر، مینه‌سوتا (به انگلیسی: Dodge Center, Minnesota) یک شهر در ایالات متحده آمریکا است که در مینه‌سوتا واقع شده‌است.

## خصوصیات
دوج اسنتر ۵٫۳۹ کیلومترمربع مساحت و ۲٬۶۷۰ نفر جمعیت دارد و ۳۹۴ متر بالاتر از سطح دریا واقع شده‌است.